# Atanas Uzunov
Atanas Uzunov (búlgar: Атанас Узунов)  (Plòvdiv, 10 de novembre de 1955) és un àrbitre búlgar retirat.
Va començar la carrera el 1979 i es va retirar l'any 2000. Durant la seva carrera, va xiular 189 partits de la lliga búlgara (xifra rècord), el partit entre Suïssa i Països Baixos de l'Eurocopa de 1996, i partits de la fase de grups de la Lliga de Campions.
Després de retirar-se, va presidir el comitè arbitral búlgar i, posteriorment, va esdevenir president del Lokomotiv de Plovdiv, a la seva ciutat natal.